# Lauren Alaina
Lauren Alaina est une chanteuse et parolière de country américaine, née le 8 novembre 1994 à Rossville en Géorgie. Elle se fait connaître en 2011 lorsqu'elle atteint la finale de la 10e saison du télécrochet American Idol.

## Biographie

### Jeunesse et formation
Lauren Alaina est née le 8 novembre 1994 à Rossville en Géorgie

### Prestations lors d'American Idol
Lauren Alaina s’inscrit à la dixième saison du télécrochet American Idol à Nashville en Tennessee.
| Semaine                 | Thème                                  | Chanson                                            | Artiste           | Ordre | Résultat  |
| ----------------------- | -------------------------------------- | -------------------------------------------------- | ----------------- | ----- | --------- |
| Audition                | Auditioner's Choice                    | Solo Like We Never Loved at All                    | Faith Hill        | N/A   | Confirmée |
| Audition                | Auditioner's Choice                    | Duo I Don't Want to Miss a Thing avec Steven Tyler | Aerosmith         | N/A   | Confirmée |
| Hollywood Round, Part 1 | First Solo                             | Unchained Melody                                   | Todd Duncan       | N/A   | Confirmée |
| Hollywood Round, Part 2 | Group Performance                      | Some Kind of Wonderful                             | Soul Brothers Six | N/A   | Confirmée |
| Hollywood Round, Part 3 | Second Solo                            | I Don't Want to Miss a Thing                       | Aerosmith         | N/A   | Confirmée |
| Las Vegas Round         | Songs of The Beatles Group Performance | Hello, Goodbye                                     | The Beatles       | N/A   | Confirmée |
| Hollywood Round Final   | Final Solo                             | Unchained Melody                                   | Todd Duncan       | N/A   | Confirmée |
| Top 24 (12 Women)       | Personal Choice                        | Turn On the Radio                                  | Reba McEntire     | 11    | Confirmé  |
| Top 13                  | Your Personal Idol                     | Any Man of Mine                                    | Shania Twain      | 1     | Sauvée    |
| Top 12                  | Year You Were Born                     | I'm the Only One                                   | Melissa Etheridge | 11    | Sauvée    |
| Top 11                  | Motown                                 | You Keep Me Hangin' On                             | The Supremes      | 4     | Sauvée    |
| Top 11                  | Elton John                             | Candle in the Wind                                 | Elton John        | 6     | Sauvée    |
| Top 9                   | Rock & Roll Hall of Fame               | (You Make Me Feel Like) A Natural Woman            | Aretha Franklin   | 4     | Sauvée    |
| Top 8                   | Songs from the Movies                  | The Climb – Hannah Montana, le film                | Miley Cyrus       | 2     | Sauvée    |
| Top 7                   | Songs from the 21st Century            | Born to Fly                                        | Sara Evans        | 7     | Sauvée    |
| Top 6                   | Carole King                            | Solo Where You Lead                                | Carole King       | 2     | Sauvée    |
| Top 6                   | Carole King                            | Duet Up on the Roof avec Scotty McCreery           | The Drifters      | 6     | Sauvée    |
| Top 5                   | Songs from Now and Then                | Flat on the Floor                                  | Katrina Elam      | 3     | Bottom 2  |
| Top 5                   | Songs from Now and Then                | Unchained Melody                                   | Todd Duncan       | 8     | Bottom 2  |
| Top 4                   | Inspirational Songs                    | Anyway                                             | Martina McBride   | 4     | Sauvée    |
| Top 4                   | Leiber & Stoller Songbook              | Trouble                                            | Elvis Presley     | 7     | Sauvée    |
| Top 3                   | Contestant's Choice                    | Wild One                                           | Zaca Creek        | 2     | Sauvée    |
| Top 3                   | Jimmy Iovine's Choice                  | If I Die Young                                     | The Band Perry    | 5     | Sauvée    |
| Top 3                   | Judges' Choice                         | I Hope You Dance                                   | Lee Ann Womack    | 8     | Sauvée    |
| Finale                  | Favorite Idol Performance              | Flat on the Floor                                  | Katrina Elam      | 2     | Runner-up |
| Finale                  | Carrie Underwood's Choice              | Maybe It Was Memphis                               | Pam Tillis        | 4     | Runner-up |
| Finale                  | Coronation Song                        | Like My Mother Does                                | Kristy Lee Cook   | 6     | Runner-up |

### Carrière
En 2019 elle participe à la 28e saison de Dancing with the Stars . 

## Discographie

### Albums studio
| Titre              | Détails                                                                                                   | Peak chart positions | Peak chart positions | Peak chart positions | Ventes        |
| Titre              | Détails                                                                                                   | US Country           | US                   | CAN                  | Ventes        |
| ------------------ | --- | -------------------- | -------------------- | -------------------- | ------------- |
| Wildflower         | - Release date: October 11, 2011 - Label: 19/Interscope/Mercury Nashville - Formats: CD, digital download | 2                    | 5                    | 22                   | - US: 291,000 |
| Road Less Traveled | - Release date: January 27, 2017 - Label: Interscope/Mercury Nashville/19 - Formats: CD, digital download |                      |                      |                      |               |

### Compilation
| Titre                                  | Détails                                                              | Classement | Classement | Classement | Ventes       |
| Titre                                  | Détails                                                              | US Country | US         | US Indie   | Ventes       |
| -------------------------------------- | -------------------------------------------------------------------- | ---------- | ---------- | ---------- | ------------ |
| American Idol Season 10: Lauren Alaina | - Release date: May 24, 2011 - Label: 19 - Formats: Digital download | 9          | 42         | 6          | - US: 17,000 |

### Extended plays
| Titre                                             | Détails                                                                                               | Peak chart positions | Peak chart positions | Ventes       |
| Titre                                             | Détails                                                                                               | US Country           | US                   | Ventes       |
| ------------------------------------------------- | --- | -------------------- | -------------------- | ------------ |
| American Idol Season 10 Highlights: Lauren Alaina | - Release date: June 28, 2011 - Label: 19/Interscope/Mercury Nashville - Format: CD, digital download | 6                    | 24                   | - US: 85,000 |

### Singles
| Année                                   | Single              | Peak chart positions | Peak chart positions | Peak chart positions | Ventes        | Album      |
| Année                                   | Single              | US Country           | US                   | CAN                  | Ventes        | Album      |
| --------------------------------------- | ------------------- | -------------------- | -------------------- | -------------------- | ------------- | ---------- |
| 2011                                    | Like My Mother Does | 36                   | 20                   | 50                   | - US: 398,000 | Wildflower |
| 2011                                    | Georgia Peaches     | 28                   | —                    | —                    | - US: 189,000 | Wildflower |
| 2012                                    | Eighteen InchesA    | 37                   |                      |                      | - US:         | Wildflower |
| "—" denotes releases that did not chart |                     |                      |                      |                      |               |            |

### Autres chansons
| Année | Single            | Classement | Album      |
| Année | Single            | US         | Album      |
| ----- | ----------------- | ---------- | ---------- |
| 2011  | Dirt Road PrayerA | 118        | Wildflower |

### Vidéos musicales
| Année | Vidéo               | Réalisateur     |
| ----- | ------------------- | --------------- |
| 2011  | Like My Mother Does | Shaun Silva     |
| 2012  | Georgia Peaches     | David McClister |

## Récompenses
| Année | Association                        | Catégorie                                      | Résultat   |
| ----- | ---------------------------------- | ---------------------------------------------- | ---------- |
| 2012  | CMT Music Awards                   | USA Breakthrough Video of the Year             | Nommée     |
| 2012  | Teen Choice Awards 2012            | Choice Female Country                          | Nommée     |
| 2012  | Teen Choice Awards 2012            | Choice TV: Female Reality Star (American Idol) | Nommée     |
| 2012  | Inspirational Country Music Awards | Inspirational video — ""Like My Mother Does"   | En attente |